# 김지혜 (1980년)
김지혜(1980년 11월 3일 ~ )는 대한민국의 가수, 영화배우다.

## 학력
- 양수초등학교
- 양수중학교
- 양서종합고등학교
- 단국대학교 연극영화과

## 경력
- 2001년 : 그룹 투야 멤버
- 2008년 : 루룸 CEO

## 대표작
- 1998년 《세븐틴》 - 예진 역
- 2004년 《그 놈은 멋있었다》 - 김효빈 역

## 방송
- 1998  《순풍산부인과》
- 1998  《LA아리랑》
- 1998  《흐린 날에 쓴 편지》
- 1998  《여자 대 여자》
- 1998  《남자 셋 여자 셋》
- 1998  《테마게임》
- 1998  《베스트극장》
- 2000  《TV는 사랑을 싣고》
- 2000  《자유선언》
- 2000  《오늘은 토요일》
- 2000  《좋은 친구들》
- 2000  《세 친구》
- 2001  《허니 허니》
- 2001  《서바이벌 정글》
- 2001  《일요일은 즐거워》
- 2001  《뉴 논스톱》
- 2002  《퀴즈 콜》
- 2016  《투유 프로젝트 - 슈가맨》 25회 4월 5일

### 음반
- 투야 1집 룩(Look)
- 투야 미발표곡 모음

## CF
- 크라운제과 미니쉘
- 피자헛
- 배스킨라빈스
- 광동제약 썬키스트 쥬디
- 토비즈그룹 하프플라자